# 清火力線
清火力線（チョンファリョクせん）は、朝鮮民主主義人民共和国平安南道安州市にある亀鳳山駅から清火力駅までを結ぶ鉄道路線である。

## 路線データ
- 路線距離：亀鳳山～清火力間?km
- 駅数：2（両端駅を含む）
- 軌間：1435mm
- 電化区間：全線（直流3000V）
- 複線区間：なし

## 駅一覧
- 駅所在地は全線平安南道安州市内。

| 駅名     | 駅名     | 駅名          | 駅間キロ (km) | 累計キロ (km) | 接続路線               |
| 日本語   | 朝鮮語   | 英語          | 駅間キロ (km) | 累計キロ (km) | 接続路線               |
| -------- | -------- | ------------- | ------------- | ------------- | ---------------------- |
| 亀鳳山駅 | 구봉산역 | Kubongsan     | 0.0           | 0.0           | 北朝鮮鉄道省：亀鳳山線 |
| 清火力駅 | 청화력역 | Ch'ŏnghwaryŏk |               |               |                        |

## 参考資料
- 国分隼人（2007年）. 『将軍様の鉄道 北朝鮮鉄道事情』, 新潮社. ISBN 9784103037316